# Paul Butterfield
Paul Butterfield Paul Vaughn Butterfield (17 de diciembre de 1942 - 4 de mayo de 1987) fue un músico de blues estadounidense que tocaba la armónica, cantaba y lideraba bandas. Después de estudios formales en flauta clásica, desarrolló un interés por la armónica del blues. Exploró la escena del blues en su Chicago natal, donde conoció a Muddy Waters y otros grandes del blues, quienes lo alentaron y le dieron la oportunidad de unirse a las sesiones de improvisación (jams). Pronto comenzó a actuar con sus amigos entusiastas del blues Nick Gravenites y Elvin Bishop.
En 1963, formó “Paul Butterfield Blues Band”, que grabó varios álbumes exitosos y fue popular en el circuito de conciertos y festivales de finales de la década de 1960, con actuaciones en el Fillmore West, en San Francisco; el Fillmore East, en la ciudad de Nueva York; el Festival Pop de Monterrey; y Woodstock. La banda era conocida por combinar el blues eléctrico de Chicago con la urgencia del rock y por sus interpretaciones y grabaciones pioneras de “jazz fusión”. Después de la ruptura del grupo en 1971, Butterfield continuó de gira y grabando con “Paul Butterfield's Better Days” con su mentor Muddy Waters y con miembros del grupo de “roots-rock” The Band. Mientras aún grababa y actuaba, Butterfield murió en 1987 a los 44 años de una sobredosis accidental de drogas.
Los críticos musicales han reconocido el desarrollo de un enfoque original que lo ubica entre los ejecutantes de armónica más conocidos. En 2006, Butterfield y los primeros miembros de “Paul Butterfield Blues Band” fueron incluidos en el Salón de la Fama del Blues y en 2015 en el Salón de la Fama del Rock and Roll. En ambas ocasiones, destacaron sus habilidades con la armónica y sus contribuciones para llevar la música blues a un público más joven y más amplio. 

## Carrera
Nació en Chicago y creció en Hyde Park. Hijo de un abogado y pintor, asistió a las Escuelas Laboratorio de la Universidad de Chicago, una escuela privada asociada a la Universidad de Chicago. Expuesto a la música desde temprana edad, estudió flauta clásica con Walfrid Kujala, de la Orquesta Sinfónica de Chicago.También era atlético y le ofrecieron una beca de atletismo para la Universidad de Brown. Sin embargo, una lesión en la rodilla y un creciente interés por la música blues lo llevaron en una dirección diferente. Conoció al guitarrista y cantautor Nick Gravenites, con quien compartía el interés por la auténtica música blues.  A finales de la década de 1950, visitaban clubes de blues en Chicago, donde músicos como Muddy Waters, Howlin' Wolf, Little Walter y Otis Rush los animaban y ocasionalmente los dejaban participar en sesiones improvisadas. La pareja pronto actuó como Nick y Paul en cafeterías del área universitaria. 

A principios de la década de 1960, conoció al aspirante a guitarrista de blues Elvin Bishop.  Bishop recordó:
Él [Butterfield] tocaba más la guitarra que la armónica cuando lo conocí. Pero al cabo de unos seis meses empezó a tocar la armónica en serio y parecía volverse tan bueno. Era simplemente un genio natural. Esto fue en 1960 o 1961. Para entonces, Butter había estado en el gueto durante un par de años, era parte de la escena y estaba siendo aceptado. 
Finalmente, a Butterfield, en la voz y la armónica, y a Bishop, que lo acompañaba en la guitarra, se les ofreció un concierto regular en Big John's, un club folclórico en el distrito Old Town, cerca del lado norte de Chicago.  Con esta contratación, persuadieron al bajista Jerome Arnold y al baterista Sam Lay (ambos de la banda de gira de Howlin' Wolf) para formar un grupo con ellos en 1963. Su participación en el club fue un gran éxito y llamó la atención del productor discográfico Paul A. Rothchild sobre el grupo.

## Paul Butterfield Blues Band
Durante su compromiso en Big John's, conoció al guitarrista Mike Bloomfield, quien también tocaba en el club.  Por casualidad, el productor Rothchild presenció una de sus actuaciones y quedó impresionado por la química entre ambos. Convenció a Butterfield para que incorporara a Bloomfield a la banda y firmaron con Elektra Records. Su primer intento de grabar un álbum, en diciembre de 1964, no cumplió con las expectativas de Rothchild. Para capturar mejor su sonido, Rothchild convenció al presidente de Elektra, Jac Holzman, para que grabara un álbum en vivo.  En la primavera de 1965, se grabó la Butterfield Blues Band en el Café Au Go Go de la ciudad de Nueva York. Estas grabaciones tampoco lograron satisfacer a Rothchild, pero las apariciones del grupo en el club llamaron la atención de la comunidad musical de la costa este.  Rothchild convenció a Holzman para que aceptara un tercer intento de grabar un álbum,  asegurando a la banda más compromisos fuera de Chicago.  En el último minuto, la banda fue contratada para actuar en el Newport Folk Festival en julio de 1965  Maria Muldaur, con su esposo Geoff, quien luego realizó una gira y grabó con Butterfield, recordó la actuación del grupo como impresionante; Era la primera vez que muchos de los fanáticos de la música folk, en su mayoría, escuchaban un combo de blues eléctrico de alta potencia.  Entre los que se dieron cuenta se encontraba Bob Dylan, un habitual del festival, que invitó a la banda a acompañarlo en su primera actuación eléctrica en vivo. Con poco ensayo, Dylan interpretó un breve set de cuatro canciones al día siguiente con Bloomfield, Arnold y Lay (junto con Al Kooper y Barry Goldberg).  La actuación no fue bien recibida por algunos y generó una controversia, pero fue un evento decisivo y llamó la atención de una audiencia mucho más amplia sobre la banda. 
El álbum debut de la banda, The Paul Butterfield Blues Band, fue lanzado en 1965, alcanzando el puesto 123 en Billboard 200. El 28 de marzo de 1966, Butterfield apareció en el programa de la CBS To Tell the Truth. Al final de su segmento, interpretó "Born in Chicago" con la banda de la casa. En agosto de 1966, la banda lanzó su segundo álbum, East-West, que alcanzó el puesto 65 en la lista de álbumes.
En noviembre de 1966, en Inglaterra, grabó varias canciones con John Mayall & the Bluesbreakers, quienes recientemente habían terminado el álbum A Hard Road.  Se lanzaron cuatro canciones en el Reino Unido en un EP de 45 rpm, Bluesbreakers de John Mayall con Paul Butterfield, en enero de 1967.
La Butterfield Blues Band cambió su formación, Arnold y Davenport dejaron la banda y Bloomfield pasó a formar su propio grupo, Electric Flag . La banda incorporó al bajista Bugsy Maugh, el baterista Phillip Wilson y los saxofonistas David Sanborn y Gene Dinwiddie. Esta formación grabó el tercer álbum de la banda, The Resurrection of Pigboy Crabshaw, en 1967. Fue el álbum de Butterfield con el puesto más alto en las listas, alcanzando el puesto 52 en Billboard. La mayor parte de esta formación se presentó en el trascendental Festival Pop de Monterey el 17 de junio de 1967. 
El siguiente álbum de la banda, In My Own Dream, lanzado en 1968, continuó alejándose de las raíces del blues de Chicago hacia un sonido más influenciado por el soul y basado en trompetas, con Butterfield cantando solo tres canciones. Alcanzó el puesto 79 en Billboard. A finales de 1968, tanto Bishop como Naftalin habían abandonado la banda. En abril de 1969, Butterfield participó en un concierto en el Auditorium Theatre de Chicago y en una sesión de grabación posterior organizada por el productor discográfico Norman Dayron, con Muddy Waters respaldado por Otis Spann, Mike Bloomfield, Sam Lay, Donald "Duck" Dunn y Buddy Miles. Caballos de guerra de Waters como "Forty Days and Forty Nights", "I'm Ready", "Baby, Please Don't Go" y "Got My Mojo Working" fueron grabados y luego lanzados en el álbum Fathers and Sons. Waters comentó: "Hicimos muchas de las cosas que hicimos con Little Walter, Jimmy Rogers y Elgin Evans en la batería [una de las primeras configuraciones de la banda de Waters]. ... Es lo más cercano que he estado [a esa sensación] desde que lo grabé por primera vez".  Para un crítico, estas grabaciones representan las mejores interpretaciones de Paul Butterfield. 
La Butterfield Blues Band fue invitada a actuar en el Festival de Woodstock el 18 de agosto de 1969. La banda interpretó siete canciones, y aunque su interpretación no apareció en la película Woodstock, una canción, "Love March", fue incluida en el álbum Woodstock: Music from the Original Soundtrack and More, lanzado en 1970. En 2009, Butterfield se incluyó en el vídeo ampliado de Woodstock de la edición del 40 aniversario, y aparecieron dos canciones adicionales en la caja Woodstock: 40 Years On: Back to Yasgur's Farm.
El álbum Keep On Moving, fue lanzado en 1969. Fue producido por el productor y compositor de R&B Jerry Ragovoy, supuestamente contratado por Elektra para convertirlo en un "gran éxito comercial". El álbum no fue bien recibido por la crítica ni por los fanáticos. Alcanzó el puesto 102 en Billboard.
Un álbum doble en vivo de Butterfield Blues Band, Live, se grabó del 21 al 22 de marzo de 1970 en The Troubadour, en West Hollywood, California. En ese momento, la banda incluía una sección de trompeta de cuatro integrantes en lo que se ha descrito como una "big band de blues de Chicago con una base de jazz". Después del lanzamiento de otro álbum con influencias soul, A veces me siento como sonriendo en 1971, Paul Butterfield Blues Band se disolvió. En 1972, Elektra lanzó una retrospectiva de su carrera, Golden Butter: The Best of the Paul Butterfield Blues Band.

## Discografía
- 1965 – The Paul Butterfield Blues Band - The Paul Butterfield Blues Band
- 1966 – The Butterfield Blues Band - East-West
- 1966 – The Butterfield Blues Band - Live at Unicorn Coffee House
- 1966 - The Butterfield Blues Band - What's Shakin'
- 1967 – The Butterfield Blues Band - The Resurrection of Pigboy Crabshaw
- 1968 – The Butterfield Blues Band - In My Own Dream
- 1969 – The Butterfield Blues Band - Keep on Moving
- 1970 - The Butterfield Blues Band - Live
- 1971 – The Butterfield Blues Band - Sometimes I Just Feel Like Smilin'
- 1972 - The Butterfield Blues Band - An Offer You Can't Refuse (grabado en 1963)
- 1972 - Paul Butterfield Blues Band - Golden Butter/The Best of the Butterfield Blues Band
- 1973 – Paul Butterfield's Better Days - Better Days
- 1973 – Paul Butterfield's Better Days - It All Comes Back
- 1976 - Paul Butterfield - Put It In Your Ear
- 1981 - Paul Butterfield - North-South
- 1986 - Paul Butterfield - The Legendary Paul Butterfield Rides Again
- 1995 - The Paul Butterfield Blues Band - The Original Lost Elektra Sessions (grabado en 1964)
- 1996 - The Butterfield Blues Band - Strawberry Jam
- 1996 – The Butterfield Blues Band - East-West Live (grabado en 1966-1967)
- 1997 - The Paul Butterfield Blues Band - An Anthology: The Elektra Years (2 CD)
- 2005 - The Butterfield Blues Band - Live - (Edición limitada)

También se puede escuchar la armónica de Butterfield en los siguientes álbumes:
- 1968 - Jimi Hendrix - Blues at Midnight
- 1969 - Muddy Waters - Fathers and sons
- 1972 - Bonnie Raitt - Give It Up
- 1975 - Muddy Waters - Woodstock Album
- 1976 - The Band - The Last Waltz

## Legado
Además de "colocarse entre los artistas más influyentes del blues", se considera que apuntó la música blues a nuevas e innovadoras direcciones.  El crítico de AllMusic Steve Huey comentó:
Es imposible sobreestimar la importancia de las puertas que abrió Butterfield: antes de que alcanzara la prominencia, los músicos estadounidenses blancos trataban el blues con cauteloso respeto, temiendo parecer poco auténticos. Butterfield no sólo despejó el camino para que los músicos blancos construyeran sobre la tradición del blues (en lugar de limitarse a replicarla), sino que su sonido tormentoso fue un importante catalizador para llevar el blues eléctrico de Chicago a un público blanco que antes había considerado el Delta blues acústico como el único realmente. artículo genuino.
En 2006, fue incluido en el Salón de la Fama del Blues de la Blues Foundation, que señaló que "los álbumes lanzados por Butterfield Blues Band llevaron el Chicago Blues a una generación de fanáticos del rock durante la década de 1960 y allanaron el camino para los grupos eléctricos de finales de la década de 1960". como crema". El Salón de la Fama del Rock and Roll incorporó a la Paul Butterfield Blues Band en 2015. La biografía de incorporación comentaba que "la Butterfield Band convirtió a los puristas del country-blues y atrajo a la generación Fillmore a los placeres de Muddy Waters, Howlin' Wolf, Little Walter, Willie Dixon y Elmore James".
En 2017, se estrenó en el Festival de Cine de Newport Beach un documental titulado Horn from the Heart: the Paul Butterfield Story. Dirigida por John Anderson y producida por Sandra Warren, ganó el Premio al Logro Sobresaliente en Realización Cinematográfica: Edición. En octubre de 2018, el documental se estrenó a nivel nacional en cines selectos de EE. UU. Ha recibido elogios de la crítica, incluido el nombramiento de la elección de la crítica del New York Times, así como artículos en Rolling Stone, y The Wall Street Journal.

## Estilo de armónica
Como muchos intérpretes de armónica del blues de Chicago, Butterfield abordó el instrumento como una trompeta, prefiriendo las notas simples a los acordes, y lo usó para tocar solos.  Su estilo ha sido descrito como "siempre intenso, discreto, conciso y serio", y era "conocido por la pureza y la intensidad de su tono, su control sostenido de la respiración y su habilidad única para doblar notas a su voluntad". En su elección de notas se le ha comparado con Big Walter Horton, pero nunca se le ha visto como un imitador de ningún arpista en particular.  Más bien, desarrolló "un estilo lo suficientemente original y poderoso como para colocarlo en el panteón de los verdaderos grandes del blues".